# Rachel Ticotin
Rachel Ticotin (Bronx, New York, 1 de novembro de 1958) é uma atriz norte-americana, conhecida por seus papéis em filmes como O Vingador do Futuro (1990) onde interpretou a guerrilheira de Marte "Melina" e no filme, Chamas da Vingança (2004).

## Carreira
Nasceu no Bronx, cidade de New York, filha de Iris Torres uma educadora porto-riquenha e de Abe Ticotin, um revendedor de carros de origem judaica.
Em 31 anos de carreira, já apareceu em 50 filmes e séries de TV.
Foi indicada para o prêmio ALMA por seu papel da Guarda Sally Bishop no filme Con Air: A Rota da Fuga.
Entre seus trabalhos mais recentes, fez a mãe da personagem de Michelle Rodriguez na segunda temporada da série de TV Lost.
Foi casada com o ator David Caruso entre 1983-1989 e está casada desde 1998 com o também ator Peter Strauss.

## Filmografia Parcial
- 2011 - America
- 2008 - Vidas Que Se Cruzam (The Burning Plain)
- 2008 - Quatro Amigas e um Jeans Viajante 2 (The Sisterhood of the Traveling Pants 2)
- 2008 - O Olho do Mal (The Eye)
- 2005 - Quatro Amigas e um Jeans Viajante (The Sisterhood of the Traveling Pants)
- 2004 - Chamas da Vingança (Man on Fire)
- 2003 - Alguém Tem Que Ceder (Something's Gotta Give)
- 2002 - Assassino de Aluguel (Desert Saints)
- 1999 - Nova York em Pânico (After Shock)
- 1997 - O Réu Primário (First Time Felon)
- 1997 - Con Air - A Rota da Fuga (Con Air)
- 1994 - Don Juan DeMarco
- 1994 - Mais Forte Que o Sangue (Thicker Than Blood: The Larry McLinden Story)
- 1993 - Um Dia de Fúria (Falling Down)
- 1992 - A Lei de Cada Dia (Where the Day Takes You)
- 1991 - FX 2 - Ilusão Fatal (F/X2)
- 1990 - O Vingador do Futuro (Total Recall)